# Route nationale 170
Die N170 war eine französische Nationalstraße, die 1824 zwischen Quimper und Brignogan-Plage festgelegt wurde. Sie geht auf die Route impériale 190 zurück. Ihre Länge betrug 98,5 Kilometer. 1973 wurde der Abschnitt zwischen Daoulas und Brignogan-Plage abgestuft und die Départementstraßen 33 und 233 zur N170 aufgestuft, sodass die N170 danach nach Brest verlief. 1978 erfolgte die Übernahme der N170 in die N165. Die Trasse ist heute durchgängig als Schnellstraße ausgebaut und soll künftig Teil der A82 werden. Der Abschnitt zwischen Le Relecq-Kerkuon und Brest, der von der D233 stammt, ist heute zur D165 abgestuft. Im gleichen Jahr wurde die Nummer N170 für ein Seitenast der neuen N70 verwendet, der von dieser nach Montceau-les-Mines verlief. Dieser wurde nach einigen Jahren zu Kommunalstraße abgestuft. 1999 kam die N170 erneut zu Verwendung für eine neu gebaute Schnellstraße zwischen Argenteuil und Soisy-sur-Montmorency. Diese ist seit 2006 die D170.